# NGC 7696
NGC 7696 ist eine Spiralgalaxie vom Hubble-Typ S im Sternbild Fische auf der Ekliptik. Sie ist schätzungsweise 260 Millionen Lichtjahre von der Milchstraße entfernt und hat einen Durchmesser von etwa 100.000 Lichtjahren. 

Im selben Himmelsareal befinden sich u. a. die Galaxien IC 1500, NGC 7704, NGC 7705, NGC 7706.
Das Objekt wurde am 14. November 1863 von Albert Marth entdeckt.